# Nők feketében

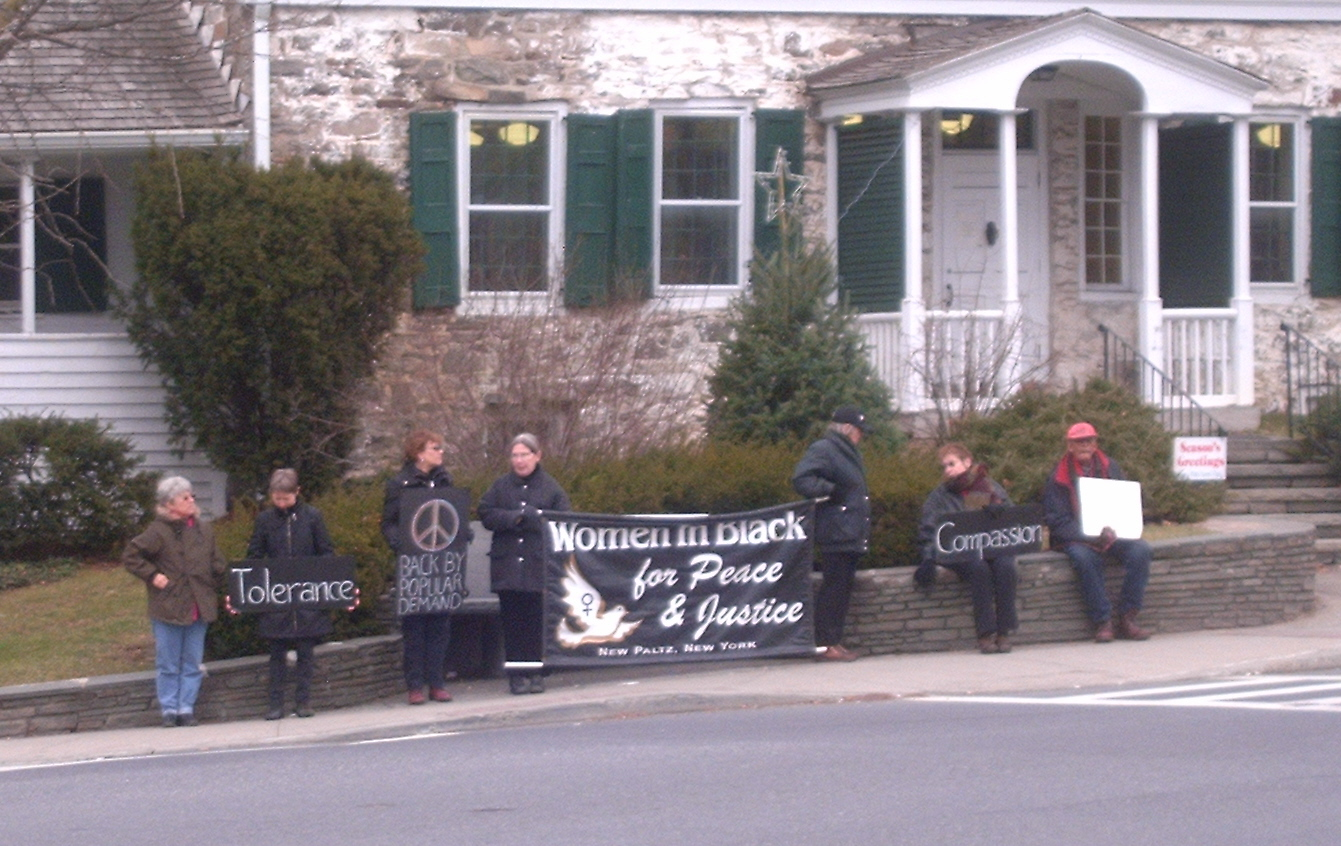
A Nők feketében mozgalom egyik tüntetése New York államban

A Nők feketében (héberül: נשים בשחור, Nasim BaSador) egy háborúellenes női mozgalom neve, amelynek körülbelül tízezer tagja van világszerte. A szervezetet 1988-ban izraeli nők egy csoportja alapította Jeruzsálemben, az első intifáda után.

## Története
A Nők feketében mozgalom az első palesztin felkelés után döntött úgy, hogy Jeruzsálem egyik főterén, a Párizs téren feketébe öltözve virraszt, és demonstrál a fegyveres összetűzések ellen. A mozgalom tagjai úgy vélik, hogy az intifáda idején az izraeli katonák súlyosan megsértették az emberi jogokat, amelyeket ráadásul olyan területeken végeztek el, ahol eredetileg a palesztinok laktak. A feketébe öltözött nők minden pénteken összegyűlnek a jeruzsálemi Párizs téren, és a háborúk áldozatait gyászolják, tekintet nélkül hovatartozásukra.
A kezdeményezés híre hamarosan elterjedt egész Izrael területén, és a háborúellenes mozgalommal szimpatizáló nők országszerte feketébe öltöztek, és kivonultak a városok főtereire, vagy forgalmas közutak csomópontjaihoz. A mozgalom pár hét alatt több lett, mint egyszerű spontán megmozdulás, de a megalakuló szervezet tagjai nem akartak alapító dokumentumokat lefektetni. Kizárólag a háborúellenességet, és a palesztin területek elfoglalásának ellenzését tűzték zászlajukra. Miután a mozgalomnak nem volt központi szabályzata, ezért a helyileg kialakult szervezetek maguk hozhattak döntéseket bizonyos kérdésekben. Több helyi szervezet például megengedte azt is, hogy férfiak is csatlakozzanak a megmozduláshoz, és az egyes csoportok politikához fűződő kapcsolata is városról városra változott.
Amikor az intifáda elérte tetőfokát, Izraelben összesen harminc virrasztást számoltak össze országszerte. A mozgalom tagsága azonban erősen megcsappant 1993 után, amikor Izrael és Palesztina aláírták az oslói egyezményt, amely a közelgő békével kecsegtetett. Aztán a Nők feketében mozgalom ismét népszerűvé vált, amikor kiújultak az ellentétek a zsidó állam és a palesztin területek között.
Az első külföldi virrasztásokat az izraeli háborút elítélő nők tartották, akik szolidaritást vállaltak az izraeli nők mozgalmával. Miután a Nők feketében sosem fektetett le alapvető szabályokat, ezért hamarosan ezek a külföldi szervezetek is helyi jellegű problémákat kezdtek beolvasztani mozgalmukba. Ezek javarészt helyi politikai és társadalmi demonstrációk voltak. A legerőteljesebb külföldi mozgalom a volt Jugoszlávia területén alakult ki, amely a '90-es évek háborúi során vált különösen népszerűvé. A jugoszláviai Nők feketében mozgalom a fékezhetetlen nacionalizmus, a gyűlölet és a vérontás ellen lépett fel, aminek következtében gyakran a nacionalista csoportok és a rendőrség céltábláivá váltak. Szerbiában Slobodan Milošević több beszédében is kirohanást intézett a Nők feketében mozgalom ellen, és "boszorkányoknak" nevezte őket.
A szervezet tehát mind a mai napig nem fektetett le általános alapelveket, így minden csoport zászlajára tűzheti saját célkitűzéseit. A mozgalom tagjai közötti együttműködés ezért az interneten keresztül tartott kapcsolatra és az évente megrendezett nemzetközi konferenciára korlátozódik. Persze a különböző okokból tüntető csoportok mindig ugyanolyan módon demonstrálnak: feketébe öltözve állnak némán valamilyen forgalmas közterületen.

## Ellentmondások a mozgalomban
Amikor egy háborúellenességéről és pacifizmusáról ismert csoport összeütközésbe kerül a rendőrséggel, vagy bírósági perbe keveredik, az mindig ellentmondásosan hat. Pedig ez történt az Amerikai Egyesült Államokban, amikor a Nők feketében mozgalom egy helyi csoportját azzal vádolták meg, hogy nyilvánosan kigúnyolják az amerikai katonákat és tiszteletlenek velük szemben. Az eset a georgiai Athens városában történt, amely 2007 októberében az athensi Banner-Herald újsághoz beküldött levél leközlése után keltette fel a hadsereg rosszallását. A levél leírása szerint a városban egy ismeretlen civil az amerikai hadsereg egyenruháját viselve vett részt a Nők feketében egyik tüntetésén. Az egyenruhán béke-jelvényeket viselt, amellyel megsértette az egyenruhát tisztelő hadsereg és az amerikai állam becsületét.
A texasi Austin városában egyébként a szervezet virrasztásokat tartott a szeptember 11-ei terrortámadás áldozatainak emlékére, majd ezt követően az afganisztáni bombázások ellen demonstráltak.

## Fordítás
- Ez a szócikk részben vagy egészben  a   Women in Black című angol Wikipédia-szócikk fordításán alapul.  Az eredeti cikk szerkesztőit annak laptörténete sorolja fel. Ez a jelzés csupán a megfogalmazás eredetét és a szerzői jogokat jelzi, nem szolgál a cikkben szereplő információk forrásmegjelöléseként.

## Külső hivatkozások
- A mozgalom hivatalos honlapja
- A mozgalom dokumentumai; izraeli archív
- A Nők feketében mozgalom húszéves évfordulója – cikk a Womens News-ban